# Lågemade Fyr
Lågemade Fyr oder Leuchtturm Laagmai ist ein kleiner Leuchtturm (dänisch Fyr) bei Egernsund auf der dänischen Seite der Flensburger Förde.

## Hintergrund
Die Umgebung gehörte nach dem Deutsch-Dänischen Krieg zum Deutschen Kaiserreich. Zum Ende des 19. Jahrhunderts wurden vermehrt Marineeinheiten in die Fördestadt Flensburg verlegt. Die Förde wurde insbesondere für Torpedobootübungen genutzt, so dass Anfang des 20. Jahrhunderts die Torpedostation in Flensburg-Mürwik angelegt wurde. 1905 wurde die Verlagerung deutscher Marineverbände von Kiel nach Flensburg und Sonderburg beschlossen. Im selbigen Zeitraum wurde der Großteil der Leuchttürme an der Flensburger Förde errichtet, weshalb vermutet wird, dass diese Entwicklung beim Bau der Leuchttürme eine Rolle gespielt haben könnte.
Der Leuchtturm Laagmai wurde 1896 beim kleinen Ort Laagmai (dänisch: Lågemade) östlich vom Sund Egernsund erbaut. Er wurde baugleich mit dem Leuchtturm von Rinkenis und dem Leuchtturm von Skodsbøl gefertigt. An der Leuchtturmtür wurde eine Platte mit der übermalten Inschrift „Maschinen–Fabrik N. Jepsen Sohn Flensburg“ angebracht. Die besagte Fabrik hatte ihre Fertigung beim Flensburger Margarethenhof. Ab 1906 erhielt der Leuchtturmwärter von Holnis im Übrigen die zusätzliche Aufgabe, die Nachbarfeuer Laagmai und Rinkenis zu beobachten. Nach der Volksabstimmung in Schleswig im Jahr 1920 wurde der Leuchtturm der dänischen Verwaltung übergeben.
Der Leuchtturm stellt ein Unterfeuer bereit. Das zugehörige Oberfeuer des Leuchtturms steht oberhalb des Leuchtturms, in einem Abstand von ungefähr 700 Metern. Der Leuchtturm steht mittlerweile inmitten des Ortes Egernsund. Der Wanderweg Gendarmstien führt heutzutage am Leuchtturm entlang.